# Ben Westbeech
Ben Westbeech (né le 17 avril 1981 à Hertfordshire, en Angleterre), mieux connu sous le nom de scène Breach, est un DJ et producteur britannique de musique électronique.

## Biographie
Jeune, il passe ses années de formation musicale à Bristol. Formé au violoncelle et au chant, ses influences comprennent la house, la soul, le jazz et hip-hop.
Son premier album Welcome to the Best Years of Your Life sort en mars 2007. Il participe ensuite à l'émission Later… with Jools Holland aux côtés de Paul McCartney et Björk. Il participe également à la chanson Squeeze Me sur l'album Plastic People de Kraak en Smaak, sorti en avril 2008. Ben chante également sur la chanson Shame pour DJ Marky et Artificial Intelligence. Il sort son deuxième album, There's More to Life Than This sur Strictly Rhythm en septembre 2011, que Westbeech décrit comme « inspiré de la house, plutôt que de la musique house pure et dure ». Sous le nom de Breach, il produit le titre Fatherless sorti sur PTN en 2010 et sort de la musique sur le label Dirtybird de Claude VonStroke et sur Pet's (label de Catz n Dogz). Westbeech écrit également la voix du tube Get Out My Head de Redlight avec Nicole Jackson. Il est également propriétaire du label  Naked Naked, qui publie des titres de Breach, Midland, Dusky et Dark Sky.
En juin 2013, le remix de Westbeech de Everything de Maya Jane Coles avec Karin Park sort chez I/AM/ME. En juillet 2013, sous le nom de Breach, il sort son premier single à succès au UK Singles Chart, Jack, qui se classe à la 9e place. Le single suivant, Everything You Never Had (We Had It All) en featuring avec Andreya Triana, se classe également à la 9e place.
Breach fait équipe avec l'auteure-compositrice-interprète américaine Kelis sur le titre The Key, qui est publié le 14 décembre 2014, la semaine de la course au classement des singles de Noël au Royaume-Uni ; le single ne réussit cependant pas à se classer. 

## Discographie

### Albums studio
- 2007 : Welcome to the Best Years of Your Life
- 2011 : There's More to Life than This

### Singles
- 2006 : So Good Today (sous Ben Westbeech)
- 2007 : Hang Around (sous Ben Westbeech)
- 2010 : Fatherless
- 2011 : Falling (sous Ben Westbeech)
- 2011 : Something for the Weekend (sous Ben Westbeech)
- 2012 : You Won't Find Love Again
- 2012 : 101 / Somewhere
- 2013 : The Click / Fallout
- 2013 : Let’s Get Hot
- 2013 : Jack
- 2013 : Everything You Never Had (We Had It All) (featuring Andreya Triana)